# Ivica Križanac
Ivica Križanac (* 13. dubna 1979) je bývalý chorvatský fotbalový obránce, naposledy hrající za klub RNK Split.

## Fotbalová kariéra
V roce 2001 přišel z Jablonce do AC Sparta Praha, ale odehrál jen jeden ligový duel. Poté odešel do Polska, kde hrál nejprve za Górnik Zabrze a poté za KS Dyskobolia Grodzisk Wielkopolski. Zde se mu začalo dařit a přišel přestup do bohatého ruského týmu Zenit Petrohrad, s nímž posbíral řadu trofejí a vyhrál i Pohár UEFA 2007/08. Během angažmá v Zenitu se probojoval i do chorvatské reprezentace, v níž nastoupil v 11 zápasech. V roce 2011 se vrátil do Chorvatska do klubu RNK Split.